# Matigramma
Matigramma là một chi bướm đêm thuộc họ Erebidae.

## Loài
- Matigramma adoceta Franclemont, 1986
- Matigramma emmilta Franclemont, 1986
- Matigramma inopinata Franclemont, 1986
- Matigramma obscurior Franclemont & Todd, 1983
- Matigramma pulverilinea Grote, 1872
- Matigramma repentina Franclemont, 1986
- Matigramma rubrosuffusa Grote, 1882

## Former species
- Matigramma metaleuca is now Acritogramma metaleuca (Hampson, 1913)